# Doradztwo rolnicze
Doradztwo rolnicze – stanowi zbiór zasad, form, metod i systemów organizacyjnych obejmujących doradców rolniczych, których działalność skierowana jest na kształtowanie innowacyjnych postaw rolników, podnoszenia ich kompetencji, wiedzy i umiejętności zawodowych. Pojęcie doradztwo rolnicze ma podwójne znaczenie – teoretyczne i praktyczne. W ujęciu teoretycznym to specjalizacja naukowa w ramach agronomii, która przygotowuje – poprzez wykłady, ćwiczenia i seminaria magisterskie – studentów do zawodu doradcy rolniczego. W sferze praktycznej jest to sposób działania i postępowania doradców w procesie wdrażania i upowszechniania postępu rolniczego w rolnictwie i na obszarach wiejskich.
Cele usług doradczych obejmują dostosowanie gospodarstwa do zasad wzajemnej zgodności, przestrzeganie dobrej kultury rolnej zgodnej z ochroną środowiska, stosowanie praktyk rolniczych korzystnych dla klimatu i środowiska.
Wśród ważnych celów usług doradczych w rolnictwie można wymienić:
- wpieranie sposobów oceny efektywności gospodarowania w rolnictwie, możliwości zwiększenia konkurencyjności i postępu w gospodarstwach rolnych,
- zaspakajanie potrzeb rolnika w zakresie gospodarowania ziemią, prowadzenia rachunkowości rolnej, przejścia (konwersji) na metody ekologiczne,
- dostosowania do zmian klimatu i sposobów korzystania z odnawialnych źródeł energii,
- przygotowanie do jakościowej reorientacji produkcji, stosowania praktyk produkcji zgodnych z zasadami utrzymania stanu krajobrazu, ochrony środowiska, standardów higieny i warunków bytowania zwierząt,
- poszerzenia wiedzy rolników na temat sposobów uzyskania pomocy w ramach pojawiających się funduszy europejskich, głównie tych związanych z dopłatami bezpośrednimi i rozwojem obszarów wiejskich.

W ramach Wspólnoty Europejskiej powstał jednolity sposób udzielania porad w zakresie zarządzania gruntami oraz zarządzania gospodarstwem nazwany Systemem Doradztwa Rolniczego (ang. Farm Advisory System, FAS). System ma pomagać rolnikom lepiej zrozumieć i spełniać wymogi zawarte w unijnych przepisach dotyczących środowiska oraz dobrej kultury rolnej.

## Historia

### Kształtowanie doradztwa rolniczego
Początki doradztwa rolniczego należy łączyć z nurtem agronomii społecznej zapoczątkowanym w okresie międzywojennym.
W 1961 r. przy wyższych szkołach rolniczych powołano ośrodki rozwoju postępu technicznego w rolnictwie z zadaniem koordynowaniem prac naukowo-badawczych uczelni w kierunku ich użyteczności praktycznej.
W 1967 r. z uwagi na brak jasno sprecyzowanych kierunków rozwoju i ich roli w strukturze uczelni jako jednostek naukowo-badawczych, a także uprawnień w stosunku do katedr i zakładów, ośrodki przekształcono w zakłady upowszechniania postępu w rolnictwie. Zadaniem zakładów było prowadzenie badań i analiz zakończonych prac naukowych oraz popularyzacja osiągnięć nauki mającej znaczenie dla praktyki.
W 1975 r. rozpoczęto w akademiach rolniczych przekształcać zakłady upowszechniania postępu w rolnictwie w zakłady (katedry) doradztwa rolniczego, wraz z wprowadzeniem przedmiotu doradztwo rolnicze.
W rozporządzeniu Rady WE z 2003 r. przyjęto, że do 2007 r. państwa członkowskie ustanowią system doradztwa dla rolników w zakresie zarządzania gruntami i gospodarstwem, który określono jako „Systemem Doradztwa Rolniczego”. Działalność doradcza obejmuje wymogi podstawowe w zakresie zarządzania oraz zasady dobrej kultury rolnej zgodnej z ochroną środowiska. Wskazano, że rolnicy mogą uczestniczyć w systemie doradztwa rolniczego na zasadzie dobrowolności.
Ze względu na charakter świadczenia usług uznano, aby informacje uzyskane w trakcie wykonywania działalności doradczej powinny być traktowane jako poufne. System doradztwa powinien przyczyniać się do tego, aby rolnicy stawali się bardziej świadomi odnośnie do przepływów materiałowych i procesów przebiegających w gospodarstwie.
Poprzez system doradztwa rolniczego państwa członkowskie powinny skutecznie informować rolników o ich obowiązkach wynikających z zasady wzajemnej zgodności.
W rozporządzeniu wskazano, że należy ustanowić sprawne systemy kontroli przestrzegania zasad wzajemnej zgodności.

### Definicja doradztwa rolniczego w ujęciu niektórych autorów
W literaturze przedmiotu nie znajdziemy jednolitej interpretacji pojęcia doradztwo rolnicze. Badacze tej problematyki skupiali swoją uwagę na funkcjach praktycznych i usytuowaniu podmiotów uczestniczących w procesie doradzania, w mniejszym zaś zakresie na teoretycznych rozważaniach miejsca doradztwa rolniczego w systemie nauki rolniczej, co obrazują poniższe przykłady.

Doradztwo rolnicze oznacza udzielanie przez pracowników służby rolnej, specjalnie do tego powołanych i upoważnionych, pomocy fachowej rolnikom-producentom w konkretnych sprawach zawodowych, związanych do racjonalnego prowadzenia gospodarstwa. Pomoc ta polega na przekazywaniu rolnikom odpowiednich informacji oraz instruktażu z zakresu przyrodniczych, technicznych i ekonomicznych zagadnień produkcji rolniczej, jak też przekonywaniu i nakłanianiu do racjonalnego działania w kierunku nieustannego ulepszania organizacji gospodarstw i technologii produkcji.

Doradztwo rolnicze w szerokim słowa znaczeniu stanowi całokształt organizacji i metodyki upowszechniania wiedzy i postępu technicznego

Doradztwo rolnicze było – w ścisłym słowa znaczeniu – nakłanianiem rolnika (klienta) do pożądanego działania w sposób ciągły, trwały i zorganizowany przez wykrywanie i usuwanie z rolnikiem błędów w gospodarstwie

Doradztwo rolnicze to swoisty rodzaj edukacji rolniczej, polegającej na automotywacyjnym i intencjonalnym współdziałaniu partnerskim rolnika z doradcą rolniczym, zmierzającym do rozwiązania problemów zawodowych rolnika znajdującego się, bądź mogącego się znaleźć, w określonej sytuacji problemowej oraz pozwalającym: przygotować rolnika do podejmowania skutecznych działań, zapobiegających niepowodzeniom w jego pracy we własnym gospodarstwie rolnym. Nastawić i wdrożyć rolnika do samodzielnego rozpoznawania i rozwiązywania swoich problemów zawodowych.

Przez doradztwo rolnicze rozumie się instytucje świadczące usługi dla rolnictwa i mieszkańców wsi, które mają na celu ukazania im istniejącej sytuacji, przygotowanie ich do rozpoznania i rozwiązywania swoich problemów zawodowych i rodzinnych oraz podejmowania samodzielnych decyzji i skutecznych działań w tym zakresie.

Doradztwo rolnicze traktowane jest jako dziedzina nauk andragogicznych, która posiada wyodrębniony przedmiot badań, własne podstawowe pojęcia, narzędzia badawcze, zaplecze, kadrę pracowników naukowych oraz wykorzystuje w praktyce metody badań naukowych. Przedmiotem zainteresowań doradztwa rolniczego, jako dyscypliny naukowej są funkcje zawodowe doradców rolniczych, typologia rolników będących partnerami doradcy w procesie doradczym oraz podstawowe składniki tego procesu, jak: cele, treści, formy, metody i środki

### Etapy rozwoju służby rolnej i doradczej
Doradztwo rolnicze opiera swój system między innymi na służbach rolnych i doradczych, których celem jest informowanie, wdrażanie, upowszechnianie, szkolenie i pomaganie rolnikom w przyswajaniu innowacji rolniczych. Po reaktywowaniu służby rolniczej w 1957 r. służba przechodziła zmiany organizacyjne i strukturalne, które pozwalają na wyodrębnienie kilka wyraźnych etapów rozwoju, w tym:
- 1957–1960 – instruktorzy rolni powiatowych związków kółek rolniczych, oddelegowani do gromad w celu udzielania porad fachowych rolnikom indywidualnym;
- 1961–1967 – agronom gromadzki powiatowych związków kółek rolniczych skierowany do gromad z zadaniem odnoszenie poziomu kultury rolnej, zapewnienie realizację ustaw dotyczących produkcji rolniczej oraz wykonywanie statutowych zadań kółek rolniczych;
- 1963–1967 – zootechnik gromadzki pracownik wydziału rolnictwa powiatowej rady narodowej skierowany do gromady w celu podjęcia prac nad doskonaleniem zwierząt gospodarskich, wdrażaniem racjonalnych systemów żywienia zwierząt gospodarskich oraz upowszechnianiem nowoczesnych metod konserwacji pasz;
- 1968–1972 – gromadzka służba rolna obejmowała zespół specjalistów rolnictwa zatrudnionych w gromadzie. Podstawowym celem ich działalności było zapewnienie dalszego wzrostu produkcji rolniczej, racjonalne wykorzystania środków produkcji, realizowanie programu agrominimum oraz innych poczynań określonym planem rozwoju gromady;
- 1973–1981 – gminna służba rolna składała się w głównej mierze z pracowników gromadzkiej służby rolnej, ale z nowymi priorytetami wynikającymi z polityki rolnej. Do zadań gminnej służby rolnej należało organizowanie rozwoju produkcji rolniczej, racjonalne wykorzystanie środków produkcji, prowadzenie intensywnej gospodarki na trwałych użytkach zielonych;
- 1975–1990 – służba doradcza wojewódzkich ośrodków postępu rolniczego powołana z zadaniem adaptowanie i wdrażanie do produkcji rolniczej wyników prac naukowo-badawczych i osiągnięć praktyki, upowszechnianie nowych technologii, metod i środków produkcji oraz rozwijanie specjalizacji w produkcji rolniczej, prowadzenie wzorcowego gospodarstwa rolnego oraz ośrodków szkoleniowych;
- od 1991 – służba doradztwa specjalistycznego wojewódzkich ośrodków doradztwa rolniczego prowadzi doradztwo rolnicze obejmujące działania w zakresie rolnictwa, rozwoju wsi, rynków rolnych oraz wiejskiego gospodarstwa domowego.

## Usługi doradcze

### Regulacje prawne UE związane z usługami doradczymi
W rozporządzeniu Rady WE z 2005 r. ustanowiono zasady korzystania przez rolników z usług doradczych w ramach PROW, które mają na celu dostosowania, ulepszenia i ułatwienia zarządzania gospodarstwem rolnym.
Usługi doradcze obejmują:
- obowiązkowe wymogi gospodarowania oraz zasady dobrej kultury rolnej zgodnej z ochroną środowiska naturalnego (zasada wzajemnej zgodności),
- normy dotyczące bezpieczeństwa pracy oparte na prawodawstwie wspólnotowym,
- wsparcie na rzecz korzystania z usług doradczych ograniczone do wysokości określonej w przepisach.

W rozporządzeniu Parlamentu Europejskiego i Rady UE z 2013 r. ustanowiono, że wsparcie doradcze udziela się w zakresie: 
1. usług doradczych,
2. usług w zakresie zarządzania gospodarstwem
3. usług w zakresie zastępstw[16].

Usługi doradcze skierowane są na udzielanie pomocy rolnikom – właścicielom gospodarstw rolnych, młodym rolnikom i innym osobom gospodarującymi gruntami i MŚP na obszarach wiejskich. Korzystaniu z usług doradczych ma na celu poprawienia wyników gospodarczych i wyników w zakresie oddziaływania na środowisko. Usługi mają zwiększyć przyjazność gospodarstw dla klimatu i zwiększyć odporność na zmianę klimatu. Usługi doradcze dotyczą wspierania tworzenia usług z zakresu zarządzania gospodarstwem oraz usług z zakresu zastępstw i doradztwa w zakresie prowadzenia gospodarstwa.
System doradztwa rolniczego obejmuje przynajmniej:
- obowiązki na poziomie gospodarstwa wynikające z podstawowych wymogów w zakresie zarządzania oraz norm utrzymania gruntów w dobrej kulturze rolnej zgodnej z ochroną środowiska (zasada wzajemnej zgodności),
- praktyki rolnicze korzystne dla klimatu i środowiska oraz utrzymywanie użytków rolnych (zazielenienie),
- działania na poziomie gospodarstwa przewidziane w programach rozwoju obszarów wiejskich, mające na celu modernizację gospodarstw, budowanie konkurencyjności, integrację sektorową, innowację oraz zorientowanie na rynek, a także promowanie przedsiębiorczości.

System doradztwa rolniczego może również obejmować w szczególności:
- promowanie przekształcania gospodarstw i dywersyfikacji ich działalności gospodarczej;
- zarządzanie ryzykiem i wprowadzanie odpowiednich działań prewencyjnych przeciwdziałających skutkom klęsk żywiołowych, katastrof oraz chorób zwierząt i roślin;
- minimalne wymogi ustanowione w prawie krajowym,
- informacje dotyczące łagodzenia zmiany klimatu i przystosowania się do niej, różnorodności biologicznej i ochrony wód.

Państwa członkowskie zapewniają, aby doradcy pracujący w systemie doradztwa rolniczego byli odpowiednio wykwalifikowani i odbywali regularne szkolenia.

### Beneficjenci usług doradczych w rolnictwie
Beneficjentami wsparcia są dostawcy usług doradczych w rolnictwie. Pomoc finansowa w ramach działania PROW „Wsparcie korzystanie z usług doradczych” udziela się organowi lub podmiotowi wybranemu w celu świadczenia usług z zakresu zarządzania gospodarstwem, zastępstw i doradztwa rolniczego. Podmioty świadczące usługi doradcze muszą posiadać odpowiednio wykwalifikowany personel oraz doświadczenie w zakresie doradztwa. Doradca świadczący usługi musi być wpisany na listę doradców prowadzoną przez dyrektora Centrum Doradztwa Rolniczego. 
Beneficjentami usług doradczych są doradcy rolniczy wywodzący się z wojewódzkich ośrodków doradztwa rolniczego, izb rolniczych oraz akredytowanych podmiotów doradczych.
Wsparcie finansowe w ramach operacji 3-letnich określone zostały na poziomie 1500 euro.

### Odbiorcy usług doradczych w rolnictwie
Odbiorcami usług doradczych w rolnictwie są:
- rolnicy, którzy nie ukończyli 40 lat życia,
- rolnicy prowadzący gospodarstwo rolne do 5 ha,
- rolnicy prowadzący gospodarstwo rolne powyżej 5 ha do 50 ha,
- rolnicy prowadzący gospodarstwo rolne powyżej 50 ha.

### Dokumentacja usług doradczych w rolnictwie
Doradca podejmujący usługę jest zobowiązany prowadzić następującą dokumentację pracy doradczej: 
- informacja o gospodarstwie rolnym,
- zakres programu doradczego,
- karta usług doradczych,
- oświadczenie o realizacji programu doradczego,
- raport z realizacji programu doradczego.

## Doradca rolniczy
Doradca rolniczy to specjalista rolnictwa przygotowany do zawodu w systemie kształcenia rolniczego do udzielania porad rolnikom indywidualnym.
Postępująca specjalizacja gospodarstw rolnych spowodowało wyłonienie z grupy doradców ogólnorolniczych, doradców specjalistycznych, w tym:
- doradca rolniczy,
- doradca rolnośrodowiskowy,
- doradca wiejskiego gospodarstwa domowego,
- ekspert przyrodniczy.

W okresie międzywojennym i powojennym osobę pełniącą funkcję poradniczą nazywano instruktorami rolnymi. W 1968 r. powołano powiatową służbę doradztwa specjalistycznego RRZD, co spowodowało pojawienie się nowej terminologii w odniesieniu do tego stanowiska pracy. Przekształcenie instruktora rolnego w doradcę rolniczego nastąpiło w 1975 r. w wyniku powstania wojewódzkich ośrodków postępu rolniczego w miejsce rolniczych rejonowych zakładów doświadczalnych. Ugruntowanie tych tendencji nastąpiło wraz z powstaniem wojewódzkich ośrodków doradztwa rolniczego.
Według system teleinformatycznego Centrum Doradztwa Rolniczego w Brwinowie na liście doradców prowadzonej przez dyrektora Centrum Doradztwa Rolniczego wpisanych jest 3232 doradców rolniczych i 2558 doradców rolnośrodowiskowych.

### Standardy kwalifikacji Ministra Pracy i Polityki Społecznej
Doradcę rolniczego – zgodnie z krajowym standardem kwalifikacji zawodowych dla zawodu opracowanym przez Ministerstwo Pracy i Polityki Społecznej – określono następująco „doradca rolniczy świadczy usługi doradcze, szkoleniowe i informacyjne dla mieszkańców wsi, w tym rolników, współpracuje z instytucjami i organizacjami sfery rolnictwa w zakresie rozwiązywania problemów zawodowych i społecznych rolników, inspiruje i wspiera rozwój gospodarstw rolnych w warunkach gospodarki rynkowej, udziela pomocy w zakresie sporządzania dokumentów niezbędnych do uzyskania środków finansowych Unii Europejskiej lub z innych źródeł”.

### Wymagania
Uprawnienia doradcy rolniczego uzyskuje osoba po spełnieniu warunków niezbędnych do wpisu na listę doradców rolniczych lub rolnośrodowiskowych. Wymagania związane z wpisem na listę zostały określone w ustawie z 2015 r. o wspieraniu rozwoju obszarów wiejskich z udziałem środków EFRROW.
Na listę doradców rolniczych lub rolnośrodowiskowych prowadzoną przez dyrektora Centrum Doradztwa Rolniczego może być wpisana osoba, która:
- posiada wyższe wykształcenie rolnicze. Wykształcenie wyższe rolnicze to ukończone studia wyższe na kierunku: rolnictwo, zootechnika, technika rolnicza i leśna, ogrodnictwo lub ekonomika rolnictwa lub inny kierunek studiów wyższych lub studia podyplomowe obejmujące przedmioty z dziedziny nauk rolniczych w wymiarze co najmniej 60 punktów ECTS.
- posiada co najmniej roczne doświadczenie w doradzaniu z zakresu rolnictwa lub złożyła wniosek o wpis na listę w okresie 36 miesięcy od dnia wydania dyplomu ukończenia studiów wyższych, w ramach których zaliczyła zajęcia z doradztwa rolniczego i komunikacji społecznej, za które uzyskała co najmniej 5 pkt ECTS.
- nie była skazana prawomocnym wyrokiem za umyślne przestępstwo lub umyślne przestępstwo skarbowe.
- ukończyła „Szkolenie w zakresie doradzania prowadzonego przez doradców rolniczych” (w przypadku doradców rolnośrodowiskowych: „Szkolenie w zakresie doradztwa prowadzonego przez doradcę rolnośrodowiskowego”).
- zdała egzamin na doradcę rolniczego z zakresu wiedzy objętej szkoleniem.
- złożyła wniosek o wpis na listę doradców rolniczych (lub rolnośrodowiskowych).

Doradca rolniczy zobowiązany jest do uzupełnienia wykształcenia, co jest weryfikowane poprzez egzaminy uzupełniające.

### Doradca rolnośrodowiskowy
Stanowisko doradcy rolnośrodowiskowego pojawiło się po przystąpienia Polski do Unii Europejskiej, w związku z realizowanymi w ramach WPR programami rolnośrodowiskowymi i ekologicznymi. Zgodnie z krajowym standardem kwalifikacji zawodowych dla zawodu opracowanym przez Ministerstwo Pracy i Polityki Społecznej doradcy rolnośrodowiskowi wchodzą w skład grupy zawodowej – doradca rolniczy.
Według rozporządzenia Parlamentu Europejskiego i Rady Europejskiej z 2013 r. rolnicy uczestniczący w dwóch działaniach – działanie rolno-środowiskowo-klimatyczne oraz rolnictwo ekologiczne, otrzymują wsparcie eksperckie, aby byli wyposażeni w wiedzę i informacje wymagane przy realizacji tych operacji.
Rola doradcy rolnośrodowiskowego polega na udzieleniu wsparcia rolnikowi w pozyskanie środków unijnych, przygotowywaniu planów działalności rolnośrodowiskowych, pomaganiu w prowadzeniu rejestrów działalności rolnośrodowiskowej czy udzielanie wsparcia przy prowadzeniu ksiąg rejestracji bydła i trzody chlewnej w gospodarstwie. Plan działalności rolnośrodowiskowej wykonuje rolnik przy udziale doradcy rolnośrodowiskowego, który zawiera informacje na temat beneficjenta, jego gospodarstwa oraz planu działań, jaki ma być wykonywany w gospodarstwie w okresie 5 lat uczestnictwa w programie rolnośrodowiskowym.

## Komercyjne doradztwo rolnicze
W rozporządzeniu Rady WE z 2003 r. wskazano na potrzebę ustanowienie do 2007 r. system doradztwa dla rolników w zakresie zarządzania gruntami i gospodarstwem prowadzony przez jedną lub kilka wyznaczonych instytucji lub przez organizacje prywatne. Dyrektywa obligowała państwa członkowskie do umożliwienia podmiotom prywatnych świadczenia usług doradczych.
W ustawie z 2007 r. przyjęto, że usługi doradcze świadczą:
1. jednostki doradztwa rolniczego,
2. izby rolnicze – w rozporządzeniu Ministra Rolnictwa i Rozwoju Wsi z 2008 r. zostały zawarte szczegółowe warunki udzielania usług doradczych przez izby rolnicze[31],
3. podmioty, które uzyskały akredytację ministra właściwego do spraw rozwoju wsi[32].

### Udzielania akredytacji komercyjnym podmiotom doradczym
Według rozporządzenia Ministra Rolnictwa i Rozwoju Wsi z 2008 r. o udzielenie akredytacji może ubiegać się osoba fizyczna, osoba prawna lub jednostka organizacyjna nieposiadająca osobowości prawnej, która spełnia łącznie następujące warunki:
- co najmniej rok świadczy usługi doradcze rolnikom lub posiadaczom lasów;
- zatrudnia osoby, które uzyskały uprawnienia do doradzania na podstawie przepisów w sprawie szkoleń dla podmiotów, których dotyczą działania objęte Programem Rozwoju Obszarów Wiejskich na lata 2007–2013, oraz doradzania odnośnie do sporządzania dokumentacji niezbędnej do uzyskania pomocy finansowej;
- posiada warunki lokalowe i techniczne, umożliwiające wykonywanie działalności w zakresie świadczenia usług doradczych rolnikom lub posiadaczom lasów;
- nie ma zaległości podatkowych z tytułu podatków stanowiących dochód budżetu państwa oraz zaległości w opłacaniu składek z tytułu ubezpieczenia społecznego i zdrowotnego;
- nie wykonuje działalności gospodarczej w zakresie produkcji lub obrotu maszynami, urządzeniami, materiałami lub środkami przeznaczonymi dla rolnictwa i leśnictwa;
- zobowiąże się do składania ministrowi właściwemu do spraw rozwoju wsi rocznego sprawozdania ze świadczonych usług doradczych rolnikom lub posiadaczom lasów.

### Zakres usług doradczych świadczonych przez komercyjne podmioty doradcze
Usługi doradcze świadczone przez akredytowane podmioty doradcze obejmowały:
- ocenę gospodarstwa rolnego pod względem spełniania zasad wzajemnej zgodności i przestrzegania zasad bezpieczeństwa i higieny pracy,
- opracowanie planu dostosowania gospodarstwa rolnego do wymogów wzajemnej zgodności,
- sporządzania planów działalności oraz dokumentacji rolnośrodowiskowej potrzebnej do uzyskania pomocy finansowej w ramach programu rolnośrodowiskowego i ekologicznego.

Wsparcie finansowe w ramach operacji 3-letnich dla jednego gospodarstwa rolnego określone zostały na poziomie 1500 euro.

### Liczba akredytowanych podmiotów doradczych
W 2012 r. zostało zarejestrowanych 157 akredytowanych podmiotów doradczych, które zatrudniały łącznie 308 osób z uprawnieniami.